# El Molinote
El Molinote, o también llamada Hacienda la Concepción, es una localidad tipo congregación del municipio de Baviácora ubicada en el centro del estado mexicano de Sonora, cercana a la zona baja de la Sierra Madre Occidental y del paso del río Sonora por esa región. La congregación es la quinta localidad más habitada del municipio, ya que según los datos del Censo de Población y Vivienda realizado en 2020 por el Instituto Nacional de Estadística y Geografía (INEGI), El Molinote (Hacienda la Concepción) tiene un total de 157 habitantes y su tradición en Semana Santa es la más popular del Río Sonora, ya que es donde más gente asiste. Se encuentra asentada sobre la Carretera Federal 14 sobre el tramo Mazocahui–Baviácora, por dicha carretera circula la ruta turística del Río Sonora.

## Geografía
El Molinote se ubica en el centro del estado de Sonora, al sur del territorio del municipio de Baviácora, sobre las coordenadas geográficas 29°39'4.44" de latitud norte y 110°07'54.11" de longitud oeste del meridiano de Greenwich, a una altura media de 535 metros sobre el nivel del mar.